# Blechnum pacificum
Blechnum pacificum ist eine Pflanzenart aus der Gattung der Rippenfarne (Blechnum) innerhalb der Familie der Rippenfarngewächse (Blechnaceae). Sie kommt auf einigen Inseln im südlichen Pazifik vor. Sie wird heute als Parablechnum pacificum (Lorence & A.R.Sm.) Gasper & Salino in die Gattung Parablechnum C.Presl gestellt.

## Beschreibung

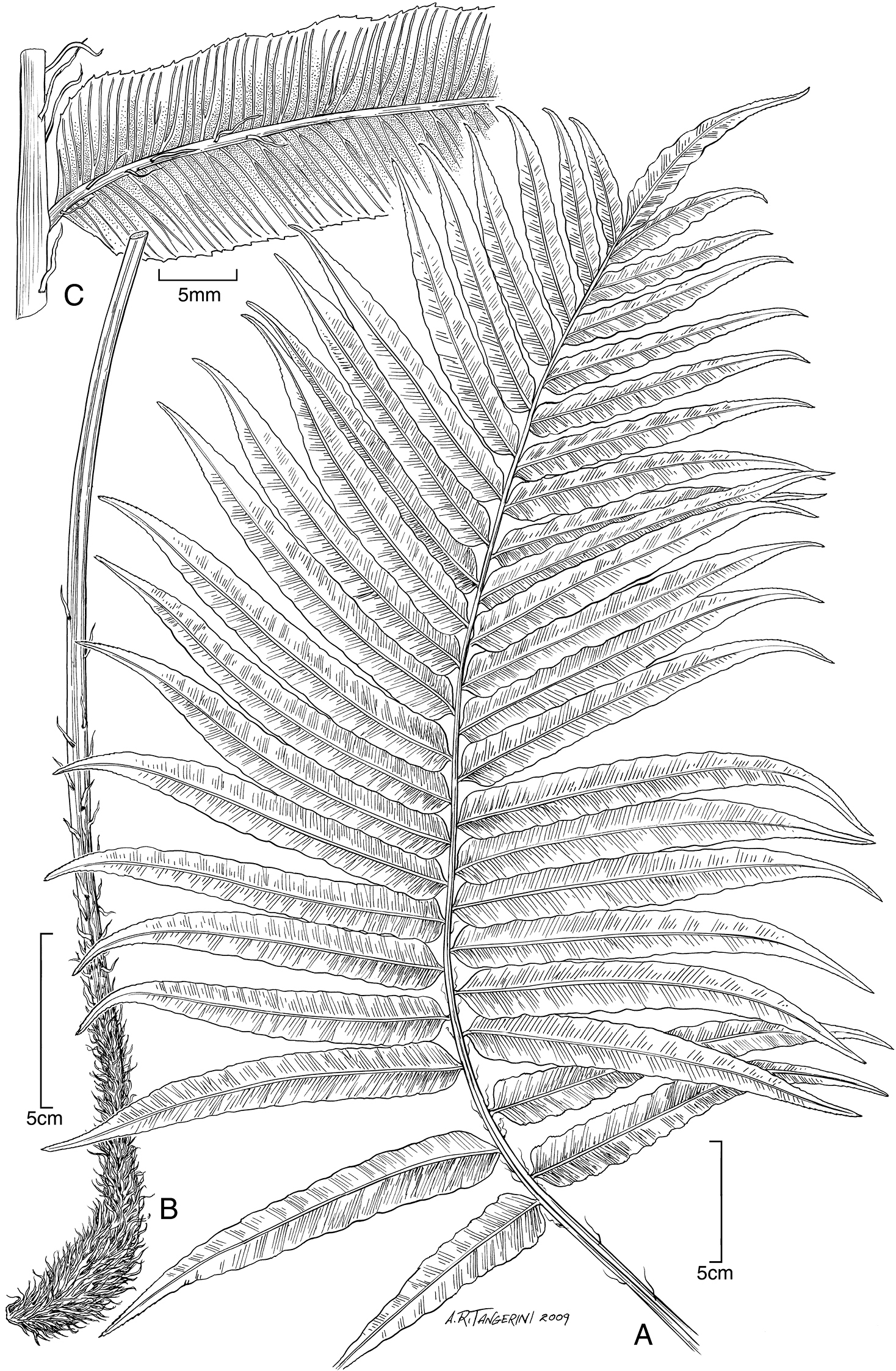
Illustration eines sterilen Wedels

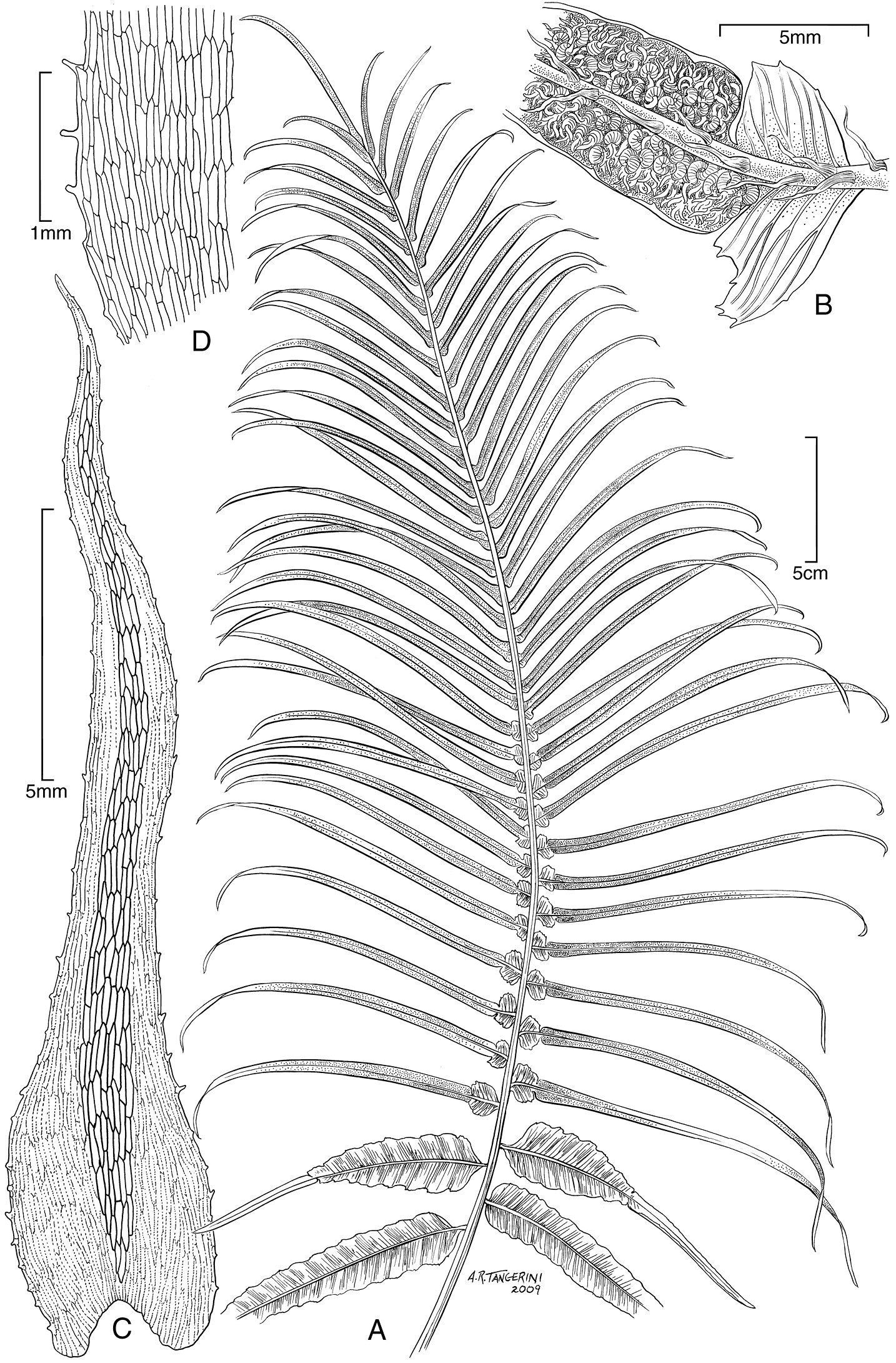
Illustration eines fertilen Wedels

Blechnum pacificum wächst als großer Farn. Er bildet ein aufrechtes oder fast aufrechtes, selten auch liegendes, kurzes Rhizom, welches an der Spitze mit Schuppen bedeckt ist und ohne die Schuppen zwischen 1 und 2 Zentimeter dick wird. Die dünnen hellbraunen bis braune Schuppen an dem Rhizom sowie an der Basis der Farnwedel sind bei einer Länge von 2 bis 3 Zentimeter und einer Breite von 1 bis 5 Millimetern lineal-pfriemlich bis länglich-eiförmig geformt. Sie sind an ihrer Basis und in der Mitte meist dicker und wirken dadurch dort etwas dunkler gefärbt. Die Schuppenbasis ist abgerundet bis gestutzt, die Spitze ist gebuchtet und die Schuppenränder sind ganzrandig oder annähernd ganzrandig.
An den Enden der Rhizome stehen büschelartig angeordnet die Wedel. Die 41 bis 102 Zentimeter langen Wedel tragen an ihren 0,4 bis 1 Zentimeter dicken und kräftigen Stielen normalerweise entweder nur fertile oder infertile Fiederblätter, gelegentlich findet man jedoch auch beide Formen gemeinsam an einem Wedel, wobei dann die infertilen immer an der Wedelbasis und die fertilen an der Wedelspitze sind. Die hell- bis dunkelbraunen Wedelstiele sind an der Oberseite gefurcht. Ihre Basis ist dicht mit Schuppen bedeckt, deren Dichte zur Spitze hin abnimmt, so dass diese dort auch komplett fehlen können.
Die einfach-gefiederten, infertilen Wedel sind bei einer Länge von selten 35 bis, meist 50 bis 100 Zentimetern sowie einer Breite von selten 20 bis, meist 30 bis 60 Zentimetern länglich-eiförmig bis länglich-elliptisch geformt und bestehen aus 19 bis 30 Paaren an Fiederblättchen sowie einem einzelnen Fiederblatt an der Spitze des Wedelstieles. Bei jungen Wedeln sind die Hauptachse sowie die Blattnervatur schorfartige mit dünnen braun bis blassbraunen, länglich-eiförmig bis pfriemlich geformten Schuppen bedeckt, welche bis zu 1 Zentimeter lang werden können. Die etwas ledrigen bis ledrigen Fiederblättchen sind steif, haben an eine strohfarbene bis dunkelbraune Blattachse und sind an der Spitze zugespitzt. Die Fiederblättchen im unteren Bereich des Farnwedels stehen an einem bis zu 2 Millimeter langen Stiel und sind gegenständig angeordnet, während die fast gegenständig bis wechselständig angeordneten Fiederblättchen im oberen Wedelbereich ungestielt und häufig mit der Hauptachse des Wedels verwachsen sind. Das Fiederblatt an der Wedelspitze gleicht den anderen Fiederblättchen im oberen Wedelbereich. Die Fiederblättchen im mittleren Wedelbereich werden am größten und sind bei einer Länge von 11 bis 30 Zentimeter sowie einer Breite von 1,5 bis 2,5 Zentimeter linealisch geformt. An der schief-keilförmigen Basis eines jeden Fiederblättchens befindet sich eine leicht angeschwollene, drüsenförmige Pneumathode, während der Blattrand gezähnt und die Spitze zugespitzt oder gezahnt ist.
Die fertilen Wedel werden fast gleich groß oder etwas kleiner als die infertilen Wedel und bestehen aus bis zu 40 Paaren an Fiederblättchen. Die fertilen Fiederblättchen sind etwa gleich lang wie die infertilen, sind aber bei einer Breite von 2,5 bis 5 Millimetern deutlich schmäler. Die Blattränder sind stark zurückgebogen und die Blattunterseite ist mit Ausnahme der grünen Blattbasis großflächig mit linealisch geformten Sori bedeckt, während die Oberseite glatt ist.
Die annähernd ellipsoidalen Sporen werden ungefähr 67 Mikrometer lang und rund 47 Mikrometer dick, wobei 8 bis 12 Mikrometer auf ein Perispor entfallen.

## Vorkommen
Das natürliche Verbreitungsgebiet von Blechnum pacificum liegt auf den Inseln des südlichen Pazifiks. Es umfasst die zu den Austral-Inseln gehörende Insel Rapa Iti, die Gesellschaftsinseln Moorea, Raiatea und Tahiti sowie die zu den Marquesas gehörenden Inseln Hiva Oa, Fatu Hiva, Nuku Hiva, Tahuata und Ua Pou.
Blechnum pacificum gedeiht in Höhenlagen von 380 bis 1500 Metern. Man findet die Art im Tiefland, in gemäßigt feuchten bis feuchten Wäldern, im Buschland, in Tälern, an Hängen und Gebirgskämmen sowie an felsigen Flussufern. Sie wächst dort vor allem auf Lichtungen oder an schattigen Standorten. Auf den Marquesas kommt Blechnum pacificum häufig vergesellschaftet mit Crossostylis biflora, Dicranopteris linearis, Freycinetia impavida, Metrosideros collina, Pandanus tectorius, Santalum insulare sowie weiteren einheimischen Baum- und Straucharten sowie anderen Gefäßsporenpflanzen vor.

## Systematik
Die Erstbeschreibung als Blechnum pacificum erfolgte 2011 durch David H. Lorence und Alan Reid Smith in PhytoKeys, Nummer 4, Seite 8. Die Vorkommen der Art wurden zuvor zu Blechnum capense gerechnet. Das Artepitheton pacificum weist auf das natürliche Verbreitungsgebiet im Pazifik hin.
Als nächstverwandte Art gilt Blechnum venosum, welche auf der Insel Rapa Iti heimisch ist.